# Кричлоу, Ренн
Ренн Жером Кричлоу (англ. Renn Jerome Crichlow; 9 мая 1968, Оттава) — канадский гребец-байдарочник, выступал за сборную Канады в конце 1980-х — середине 1990-х годов. Участник трёх летних Олимпийских игр, чемпион мира, победитель многих регат национального и международного значения.

## Биография
Ренн Кричлоу родился 9 мая 1968 года в Оттаве. В детстве занимался разными видами спорта, но в конечном счёте сделал выбор в пользу гребли на байдарках, присоединившись к оттавскому гребному клубу «Ридо». Уже в возрасте шестнадцати лет впервые стал чемпионом Канады.
Первого серьёзного успеха на взрослом международном уровне добился в 1988 году, когда попал в основной состав канадской национальной сборной и благодаря череде удачных выступлений удостоился права защищать честь страны на летних Олимпийских играх в Сеуле. Стартовал здесь в одиночках на дистанции 500 метров и в четвёрках на дистанции 1000 метров, но в обеих этих дисциплинах сумел дойти только до стадии полуфиналов.
В 1991 году Кричлоу выступил на чемпионате мира в Париже, где в полукилометровой гонке одиночных байдарок обогнал всех своих соперников и завоевал тем самым золотую медаль. Будучи одним из лидеров гребной команды Канады, благополучно прошёл квалификацию на Олимпийские игры 1992 года в Барселоне — в одиночках на пятистах метрах добрался только до полуфинала и финишировал там пятым, тогда как на тысяче метрах сумел пробиться в финал и показал в решающем заезде восьмой результат.
После барселонской Олимпиады Ренн Кричлоу остался в основном составе канадской национальной сборной и продолжил принимать участие в крупнейших международных регатах. Так, в 1993 году на мировом первенстве в Копенгагене он выиграл серебряную медаль в одиночках на дистанции 500 метров, проиграв на финише лишь олимпийскому чемпиону из Финляндии Микко Колехмайнену. Два года спустя на чемпионате мира в немецком Дуйсбурге взял бронзу в одиночках на двухсотметровой дистанции — лучше финишировали только поляк Пётр Маркевич и белорус Сергей Калесник. Позже отправился представлять страну на Олимпийских играх 1996 года в Атланте, где дошёл до полуфинала в одиночках на пятистах метрах и занял седьмое место в четвёрках на тысяче метрах. Вскоре по окончании этих соревнований принял решение завершить карьеру профессионального спортсмена, уступив место в сборной молодым канадским гребцам.